# Європейська правда
Європейська правда — українське інтернет-ЗМІ, що присвячене Європі, НАТО та реформам в Україні. Сайт «Європейської правди» запрацював на початку червня 2014 року. Видання створене журналістами і керується Сергієм Сидоренком та Юрієм Панченком.

## Історія
Ідея заснувати «Європейська правда» належить журналістам Сергію Сидоренку та Юрію Панченку, які залишилися без роботи після закриття газети «Коммерсантъ-Украина».
«Європейську правду» нерідко помилково вважають підрозділом «Української правди», хоча проєкт є самостійним виданням з юридично відокремленою редакцією, а з «Української правдою» пов'язаний домовленістю про партнерство та обмін контентом. Утім, редакції поділяють спільні принципи та нерідко співпрацюють у підготовці матеріалів.
Зміна власності «Української правди» у 2021 році не змінила відносини між виданнями .
Сайт запрацював на початку червня 2014 року.
21 січня 2022 року видання офіційно запустило англомовну версію.
Редакційні принципи:
- Відповідальність за точність інформації, яка поширюється виданням.
- Визнання помилок.
- Пошана до багатоманітнітності думок.
- ЗМІ у своїй роботі керується суспільним інтересом.
- ЄП поважає приватне життя.
- Журналісти гарантують анонімність джерела інформації, коли це необхідно.
- Видання стоїть на захисті прав людини.
- Європейська правда цінує та захищає свою незалежність. [10]

## Фінансування
Фінансування проєкту здійснюється переважно за рахунок підтримки міжнародних донорів, за умови їхнього невтручання в редакційну політику. Фінансову підтримку «Європейська правда» надавали Європейський фонд демократії, Міжнародний фонд «Відродження», Рада Європи, NATO Public Diplomacy Division (PDD), Євросоюз, МЗС Чехії, National Endowment for Democracy тощо.
3 2018 року ключовим донором проєкту є Національний фонд демократії (NED), фінансований з бюджету Конгресу США.
За словами редактора «Європейської правди» Сергія Сидоренко «ЄП» є неприбутковою організацією (редакція юридично зареєстрована як Громадська організація).

## Оцінка
Згідно з опитуванням 103 експертів у 2021 році, онлайн-видання найбільш якісно висвітлювало питання зовнішньої політики серед українських медіа.
У грудні 2021 року Сергій Сидоренко переміг у Національної премії «Високі стандарти журналістики — 2021» у категорії «За сталий, якісний медійний проєкт/продукт».